# Ministère de la Solidarité, de l'Insertion sociale et de la Famille
Le Ministère de la Solidarité, de l'Insertion sociale et de la Famille est un ministère marocain chargé d'élaborer et de mettre en œuvre les politiques gouvernementales dans les domaines de la solidarité, de la famille et du développement social , en plus de mettre en œuvre des programmes visant à renforcer la famille et la promotion sociale des conditions. d'enfants et de femmes. 
Deux institutions publiques fonctionnent sous la tutelle du ministère : l'Agence de développement social (ADS) et la Délégation Entraide Nationale .
L'actuelle ministre est Naima Ben Yahia 